# اچ‌ام‌ای‌اس بترست (ای‌سی‌پی‌بی ۸۵)
اچ‌ام‌ای‌اس بترست (ای‌سی‌پی‌بی ۸۵) (به انگلیسی: HMAS Bathurst (ACPB 85)) یک کشتی است که طول آن ۵۶٫۸ متر (۱۸۶ فوت) می‌باشد. این کشتی در سال ۲۰۰۶ ساخته شد.